# Борис Милевски
Борис (Боро) Милевски (на македонска литературна норма: Борис, Боро Милевски) е югославски партизанин, деец на комунистическата съпротива във Вардарска Македония.

## Биография
Роден е през 1916 година в град Щип, тогава окупиран от Царство България по време на Първата световна война. Завършва гимназия в Крагуевац. По-късно завършва и Военната академия на югославската кралска армия и стига до чин подпоручик от артилерията. От 1943 влиза в Кумановския народоосвободителен партизански отряд. От 24 юли до 3 октомври 1944 е командир на четвърта македонска ударна бригада. Между 26 февруари и 6 август 1944 е началник-щаб на трета македонска ударна бригада. Делегат е на Първото заседание на АСНОМ. През септември 1944 година става командир на петдесета македонска дивизия на НОВЮ. До март 1945 е командир на артилерийската бригада на 48 дивизия. В рамките на петнадесети корпус на НОВЮ е началник на артилерийския корпус След Втората световна война завършва артилерийска школа в СССР и заема различни длъжности в ЮНА. Известно време е командир на Артилерийска офицерска школа. През 1963 година загива в Скопското земетресение. По това време е помощник-началник на артилерията на скопската армия.